# Haley Joel Osment
Haley Joel Osment (Los Angeles, 10 april 1988) is een Amerikaans filmacteur. Hij werd in 2000 genomineerd voor onder meer een Academy Award en een Golden Globe voor zijn rol in The Sixth Sense. Meer dan twintig acteerprijzen werden hem daadwerkelijk toegekend, waaronder Saturn Awards voor zowel The Sixth Sense als Artificial Intelligence: A.I. en een Satellite Award in 2000 voor excellerend nieuw talent.
Osment is de zoon van acteur Eugene Osment en lerares Theresa Osment. Voordat hij op elfjarige leeftijd zijn meest memorabele filmprestatie neerzette, deed hij op diverse gebieden ervaring op in de filmwereld. Zo acteerde hij niet alleen in televisieseries als Walker, Texas Ranger (1993), Chicago Hope (1994) en Ally McBeal (1997) maar is hij ook te zien in diverse speelfilms.

## Forrest Gump
Osment speelde zijn eerste filmrol in de met zes Oscars bekroonde hitfilm Forrest Gump. Hierin vertolkte hij de rol van de zoon van Gump, gespeeld door Tom Hanks. Een kans om te laten zien wat hij nog meer kan kreeg Osment van regisseur Norman Jewison, die hem in 1996 koos voor de hoofdrol in zijn film Bogus.

## Sixth Sense en Artificial Intelligence
Het grote publiek bereikte Osment met zijn rol als de jonge Cole Sear die last heeft van spookverschijningen in The Sixth Sense (1999). Zijn prestatie leverde hem een Oscarnominatie op. De uiteindelijke winnaar Michael Caine zei in zijn winnaarsspeech dat zijn jonge collega hem meer verdiend had. Na The Sixth Sense koos de jonge acteur voor de familiefilm I'll Remember April, waarin hij samen met drie vriendjes op een gestrande Japanse marinier stuit tijdens de Tweede Wereldoorlog. In 2000 speelde Osment samen met Oscarwinnaars Kevin Spacey en Helen Hunt in Pay It Forward en het jaar erop was hij te zien als kinderrobot in het door Steven Spielberg geregisseerde Artificial Intelligence: A.I..

## Stemacteur
Osment heeft ook verscheidene keren een rol gehad als stemacteur voor tekenfilmseries. Zo deed hij de Engelse stem van Mowgli voor Jungle Book 2 en deed hij een stem in de film De Klokkenluider van de Notre Dame II.
Ook doet hij de stem van hoofdpersonage Sora in de videospelserie Kingdom Hearts en tevens in Super Smash Bros. Ultimate.

## Trivia
- Regisseur Spielberg wilde hem de rol van Harry Potter laten spelen in de gelijknamige filmreeks, maar van J.K. Rowling moest de hoofdrolspeler een Brit zijn.
- Zijn jongere zus Emily was als negenjarige te zien in een aflevering van Friends en speelt sinds 2006 Lilly Truscott in de serie Hannah Montana.

- Bibsys: 1093890
- Biblioteca Nacional de España: XX1296132
- Bibliothèque nationale de France: cb140714800 (data)
- Catàleg d'autoritats de noms i títols de Catalunya: 981058523032206706
- CiNii: DA13499075
- Gemeinsame Normdatei: 142297372
- International Standard Name Identifier: 0000 0001 1450 6115
- Library of Congress Control Number: no00068091
- MusicBrainz: 1cbeee82-76e6-4c3a-b0f6-727031b066c0
- Nationale Bibliotheek van Tsjechië: xx0041694
- Nationale Bibliotheek van Israël: 987007435261005171
- Nederlandse Thesaurus van Auteursnamen: 237938715
- Réseau des bibliothèques de Suisse occidentale: 02-A024249535
- Système universitaire de documentation: 072293403
- Virtual International Authority File: 85562619
- WorldCat: E39PBJcGmrxHwcr3fh9Cvc4Qbd